# 三青山镇
三青山镇，是中华人民共和国吉林省松原市长岭县下辖的一个乡镇级行政单位。

## 行政区划
三青山镇下辖以下地区：
大房身村、夏家窝堡村、西伏山村、宝青山村、小榆树村、义发坎村、前伏山村、依家坨子村、三青山村和半截岗村。